# 6396 Schleswig
6396 Schleswig (1991 AO3) là một tiểu hành tinh vành đai chính được phát hiện ngày 15 tháng 1 năm 1991 bởi F. Borngen ở Tautenburg.